# Battle Circuit
Battle Circuit est un jeu vidéo du type beat them all développé et édité par Capcom en mars 1997 sur CP System II,.